# الإكسلانس (مسلسل)
الإكسلانس هو مسلسل تلفزيوني مصري، من تأليف أيمن سلامة، وإخراج وائل عبد الله، وإنتاج شركة أوسكار، عُرض المسلسل لأول مرة، في شهر رمضان 29 يونيو 2014، على شبكة تليفزيون الحياة. من بطولة أحمد عز، نور اللبنانية، أحمد رزق، منة فضالي، صلاح عبد الله وانتصار.

## القصة
ينتقد المسلسل الفترة التاريخية لحكم الإخوان المسلمين لمصر وفق نظرة السلطة الحاكمة بعدهم، من خلال قصة أحد رجال الأعمال البارزين والصعوبات التي يتعرض لها على المستويين الشخصي والمهني في قالب يجمع بين التشويق والأكشن والدراما، وقد تم اعتماد شخصيات حقيقية في المسلسل مثل المهندس "عزت الطاهر" ممثلا لخيرت الشاطر، "أمجد نور" ممثلا لأيمن نور، "حزب الضياء" ممثلا لحزب النور ومكتب التوعية ممثلا لمكتب الإرشاد.
كان المسلسل أول عمل درامي، يعود من خلاله الممثل أحمد عز إلى شاشة التلفزيون، بعد مسلسل الأدهم الذي قدمه عام 2009. كما يعد العمل ثالث تعاون بين الممثل وبين الممثلة اللبنانية نور.

## قصة المسلسل
يرصد المسلسل قصة رجل ناضج يُطلق عليه لقب الاكسلانس (أحمد عز)، والذي يجد نفسه في غمضة عين مُتهمًا بجريمة مخدرات غريبة وبشعة، والأغرب أنه لا ناقة له ولا جمل في تلك القضية. تنقلب حياة هذا الرجل رأسًا على عقب، ويجد أنه يتعين عليه الهروب من أجل إثبات براءته، ويتنقل من بلدة إلى أخرى في محاولة يائسة منه للبحث عن الحقيقة. على الجانب الآخر، تساعد هذا الرجل المظلوم فتاة شابة تربطهما ببعضهما البعض قصة حب، ولكن الظروف تقف أمامهما.

## أبطال العمل

صور الشخصيات الرئيسية
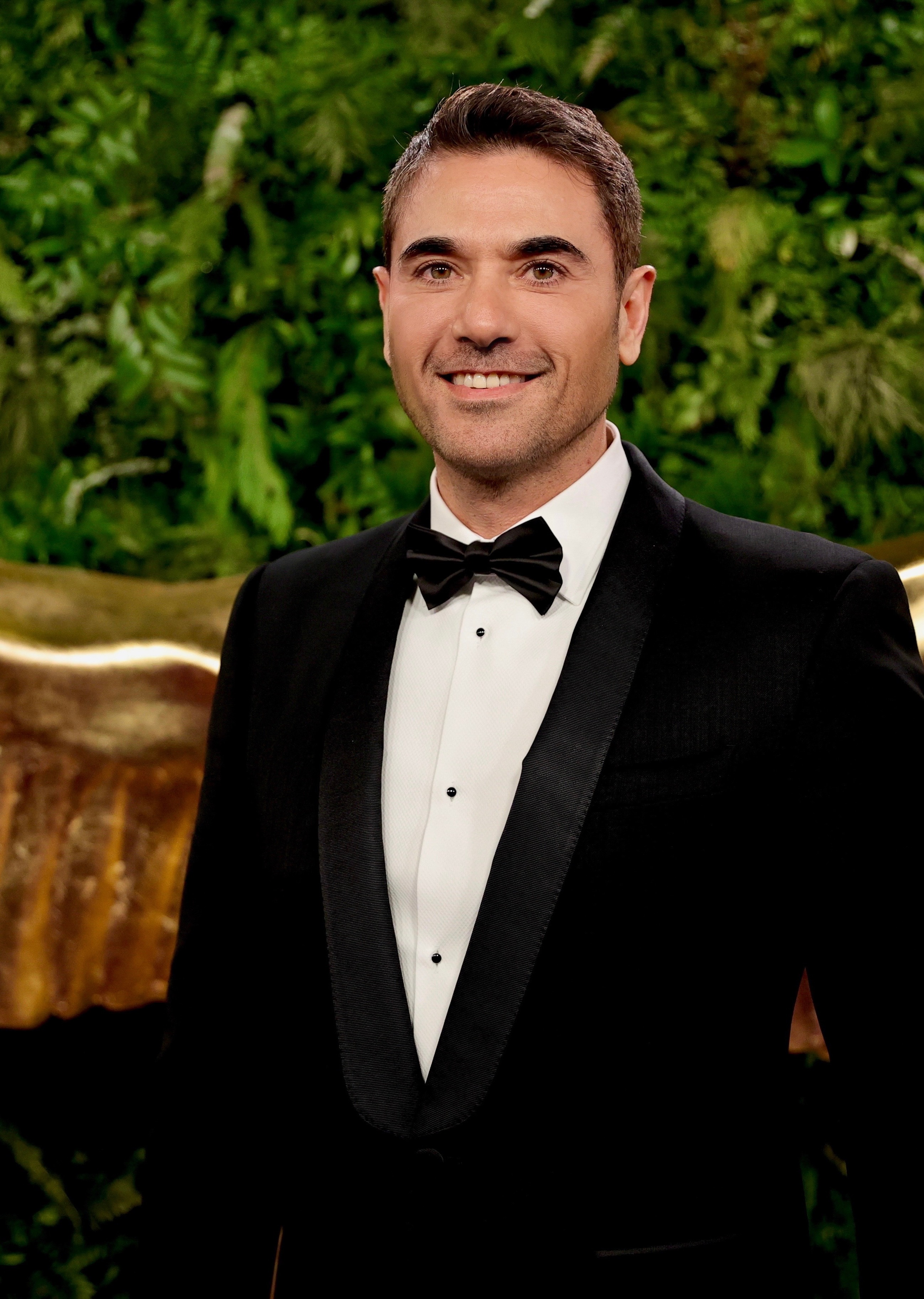
أحمد عز في دور سيف الدسوقي
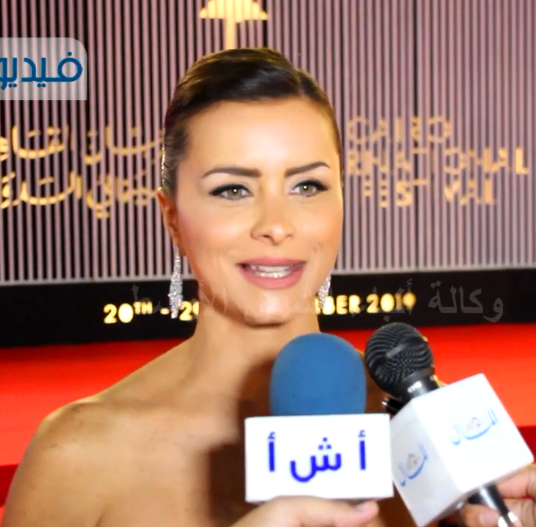
نور في دور مريم
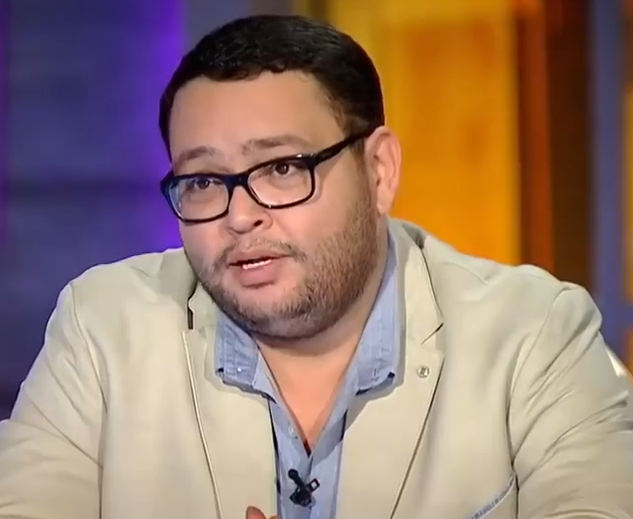
أحمد رزق في دور رياض فهمي
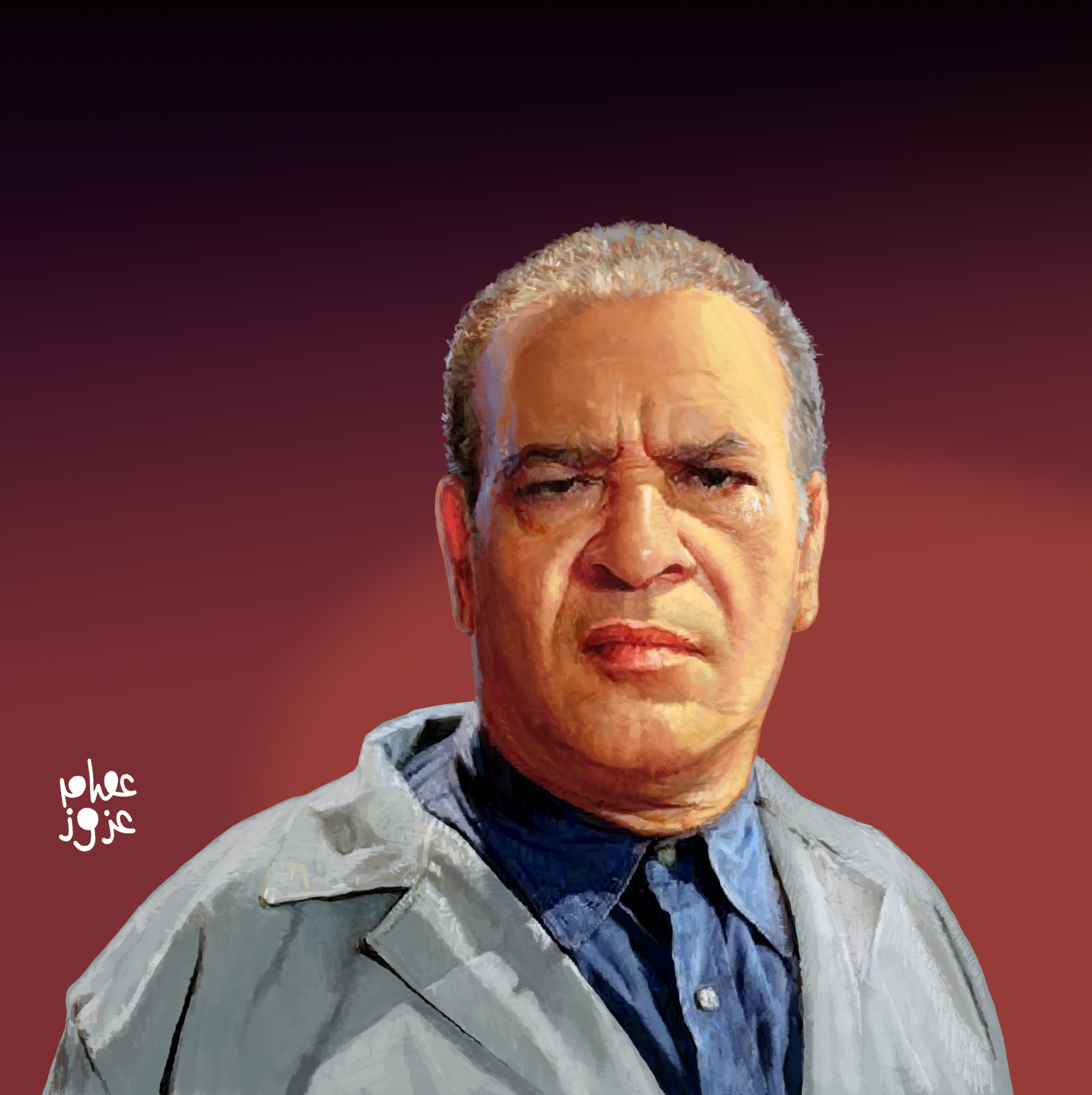
صلاح عبد الله في دور ماهر دياب

### الشخصيات الرئيسية
- أحمد عز: سيف الدسوقي
- نور: مريم اللبنانية
- أحمد رزق: رياض فهمي
- صلاح عبد الله: ماهر دياب
- منة فضالي: هند السكرتيرة

### الشخصيات الثانوية
| - هناء الشوربجي: أم سيف - ليلى فوزي: آية الدسوقي - ميرهان حسين: مروة السكرتيرة - انتصار: نسمة الفايد - حمزة العيلي: حمدي أخو هند - مريم نور: فرح زوجة حمدي - أحمد حلاوة: المهندس عزت الطاهر - تامر ضيائي: أمجد نور - رضا إدريس: أنس مساعد عزت - رانيا الملاح: مونيا | - مادلين طبر: أم مريم - عبد الرحيم حسن: د. رفعت والد مريم - بهجت عدلي: رمضان سائق سيارة سيف - حسني شتا: حسام صديق آية - أحمد جمال سعيد: حازم هلال - ياسر الزنكلوني: فراس الغزاوي حارس عزت - محمود الباز: الضابط مراد - مصطفى العلي: المحامي أسامة - حسان العربي: عزمي موظف المعهد - محمود بشير: حارس مزرعة مراد | - ماجد عبد العظيم: ضابط شرطة - مجدي شكري: اللواء عصمت قنديل - همسة عادل: نهلة زبونة الكباريه - كريم مأمون: باهر مساعد نسمة - شريف ليلة: سعيد مساعد رياض - محمد العزابي: المذيع مفيد فتحي - محمود البزاوي: المستشار خالد الزيات - أيمن الشيوي: عبد الرحمن - وائل أبو غزالة: طليق مريم - مصطفى الياسري: رجل الأعمال الإماراتي | - صبري عبد المنعم: الشيخ جلال - إيمان العاصي: داليا - أحمد بركات : طفل - ملك طارق : طفل - منة أحمد : طفل - سلمى أيمن : طفل |

## الإنتاج

### أصداء وكواليس
- صرح المؤلف أيمن سلامة أنه كان من المقرر أن تخرج العمل المخرجة ساندرا نشأت قبل أن يقوم بذلك المخرج وائل عبد الله الذي اضطر تحت طلبه لإجراء عدة تعديلات بالحلقات.[3] وهو ما أكده المخرج وائل عبد الله خلال مؤتمر صحفي عقده صناع العمل في دبي صرح فيه "المخرجة ساندرا اعتذرت عن إخراج العمل لأسباب عائلية ولضيق الوقت للبحث عن مخرج اخر اضطر لإخراج المسلسل بنفسه".[4]
- تعاونت مصممة الأزياء علياء العسيلى مع الممثل أحمد عز لإختيار الملابس المناسبة لشخصية "سيف الدسوقى" المسجل ضمن قائمة 100 أغنى شخصية في العالم.[1]
- صورت مشاهد المسلسل في مصر حيث صورت المشاهد الداخلية في ستوديو مصر والشركة المصرية لمدينة الإنتاج الإعلامي، بينما تم تصوير المشاهد الخارجية في عدد من شوارع القاهرة ومدينة 6 أكتوبر في محافظة الجيزة ثم منتجع فندق أتلانتس نخلة الجميرا في دبي.[4] وأخيرا لندن.[5]
- خلال عرض المسلسل راجت عدة أخبار حول اعتماد بطل العمل الممثل أحمد عز لعمليات حقن إبر بوتكس وهو ما نفاه الممثل في عدد من البرامج والصحف.[6]

### قضايا واتهامات
- قبل تصوير العمل انفجرت قضية زواج عرفي وإثبات نسب بين الممثلة زينة والممثل أحمد عز الذي أنكر في البداية المنسوب إليه قبل أن تحكم المحكمة خلال قضية دامت سنوات بزواجه وإثبات نسب الأطفال إليه.
- تعرض العمل لتسريب بعض حلقاته قبل عرضها مما اضطر صناع العمل لتقديم دعوى قضائية لمباحث الإنترنت ومباحث المصنفات الفنية بهدف التحقيق ومتابعة الجناة.[3]

## قنوات البث
- الجدول التالي يبين القنوات التي عرض فيها المسلسل.

| الدولة                   | القناة الباثة        | التاريخ        | مراجع       |
| ------------------------ | -------------------- | -------------- | ----------- |
| مصر                      | شبكة تليفزيون الحياة | 29 يونيو 2014  | [ 1 ] [ 2 ] |
| الإمارات العربية المتحدة | قناة دبي             |                | [ 7 ]       |
| الإمارات العربية المتحدة | السعودية             | قنوات إم بي سي | سبتمبر 2014 |
| إم بي سي 4               | 8 يونيو 2022.        |                |             |

## وصلات خارجية
- الإكسلانس على موقع قاعدة بيانات الأفلام العربية